# Isotria verticillata
Isotria verticillata je vrsta orhideja iz tribusa Pogonieae, trajnice raširene po jugoistočnom Ontariju i istočnim dijelovima Sjedinjenih Država

## Sinonimi
- Arethusa verticillata Muhl. ex Willd.; Sp. Pl. ed. 4. 4: 81 (1805)
- Odonectis verticillata (Muhl. ex Willd.) Raf.; Med. Repos. N. York 5: 357 (1808)
- Pogonia verticillata (Muhl. ex Willd.) Nutt.; Gen. Am. 2: 192 (1818)
- Pogonia verticillata var. medeoloides Eaton; Man. Bot., ed. 3: 397 (1822)

## Galerija
- I. verticillata, Ohio
- I. verticillata, Great Smoky Mountains, NC
- I. verticillata, White Oak Mountain, Sjeverna Karolina,